# Галіндо Веласкотенес
Галіндо Веласкотенес (араг. Galindo Belascotenes; д/н — після 781) — правитель Сіртанії і Арагону.

## Життєпис
Походив з місцевої васконської знаті. Його батько був Веласко, про якого нічого невідомо. В арабським джерелах його володіння називаються «землі Ібн Веласкута», що охоплювали долину річки Арагон.
Вперше письмо згадується в іспано-мусульманських хроніках у зв'язку з походом кордовського еміра Абдаррахмана I в гірські райони Піренейського півострова. Це було пов'язано з повстанням Галіндо Веласкотенеса, графа Срітанії (Арагону) та Хімено Інігеса, графа Памплони, 781 року проти мусульман. Їх підбурив до цього граф Вільгельм, який планував звільнити Північні Піренеї.
У відповідь емір з військом спочатку переміг графа Памплони, в якого відібрав більшість володінь та змусив платити данину. Після цього рушив проти Галіндо, якого взяв в облогу в його фортеці-резиденції. Втім зрештою Галіндо мусив підкоритися, погодившись сплатити данину та зруйнувати фортеці. Подальша доля невідома. Ймовірно, невдовзі араби повалили його, замінивши на Галіндо Гарсеса.

## Родина
Дружина — Факуїла (Факіла).
Діти:
- Гарсія (д/н—844), граф Арагону
- Веласко (д/н—816), граф Памплони